# Кейль, Эберхард
Эберхард Кейль (дат. Bernhard [Eberhard] Keil, Bernardo Keilhau detto Monsu Bernardo) — датский художник периода барокко.

## Биография
Эберхард Кейль родился в 1624 году на северо-востоке Дании в городе Хельсингёр в семье немецкого живописца, работавшего при дворе короля Кристиана IV Датского. В молодости обучался в Копенгагене у художника Маартена ван Стинвинкеля (1595—1646), после чего продолжил обучение в мастерской Рембрандта в Амстердаме. До отъезда в Италию, который произошёл в 1651 году, Кейль работает в собственной студии, где обучает молодых художников. Наиболее плодотворный творческий период Кейль проводит на Апеннинском полуострове, где пишет портреты, работает во дворцах, а также выполняет заказы Кармелитов в Венеции и монастыря Святого Бартоломея в Бергамо. В 1656 году художник переезжает в Рим, где умирает в 1687 году.

## Творчество
Эберхард Кейль считается одним из лидеров итальянской школы «художников реальности». Центральная тема творчества — сцены из жизни простых людей, отражение духовного мира простолюдинов.
Наиболее известные картины:
| Название на русском        | Название на английском          | Описание                              | Коллекция                                                          | Фото |
| -------------------------- | ------------------------------- | ------------------------------------- | ------------------------------------------------------------------ | ---- |
| Старуха за рукоделием      | Old Woman Sewing                | 1650-е годы. Холст, масло. 98 x 76 см | Серпуховский историко-художественный музей                         |      |
| Старуха со свечой          |                                 |                                       | Государственный музей изобразительных искусств имени А. С. Пушкина |      |
| Мальчик, продающий овощи   | Young Boy Selling Vegetables    | Холст, масло. 96 x 133 см             | Музей изящных искусств, Бостон                                     |      |
| Мальчик, продающий хворост | Young Boy Selling Kindling Wood | Холст, масло. 95,9 x 133 см           | Музей изящных искусств, Бостон                                     |      |
| Кружевница                 | The Lacemaker                   | Холст, масло. 71,8 x 97,2 см          | Музей Метрополитен, Нью-Йорк                                       |      |
| Возвращение охотника       | Huntsman’s Return               | Холст, масло. 112,4 x 144,1 см        | Музей изобразительных искусств Сан-Франциско                       |      |
| Возвращение с охоты        | Return from the Hunt            | Холст, масло. 110 x 149 см            | Частная коллекция                                                  |      |
| Внутренняя сцена           | Interior Scene                  | Холст, масло. 110 x 145 см            | Частная коллекция                                                  |      |